# Trouble (álbum de Whitesnake)
Trouble es el segundo album de la banda británica de hard rock Whitesnake, lanzado en 1978 por United Artists.
De éxito discreto, apenas alcanzó el puesto número 50 en la lista británica de álbumes cuando fue publicado en octubre de 1978.
Este disco también presenta a un exmiembro de Deep Purple, el teclista Jon Lord, por primera vez. Una de las pistas grabadas es un cover de la célebre "Day Tripper" de The Beatles.

## Grabación
El álbum fue grabado en Central Recorders Studio en Londres durante el verano de 1978. Martin Birch  lo produjo, y la grabación y mezcla llevaron solo diez días.
A pesar  de que en esos años la banda trabajaba rápido y de una forma sincronizada, resulta particular el nombre del disco. De acuerdo a Coverdale, fue llamado “Trouble” (“Problema”) debido a que su primer hijo nació durante las sesiones de grabación del álbum.

## Lista de canciones
1. "Take Me With You" (David Coverdale, Micky Moody) – 4:45
2. "Love to Keep You Warm" (Coverdale) – 3:44
3. "Lie Down (A Modern Love Song)" (Coverdale, Moody) – 3:14
4. "Day Tripper" (John Lennon, Paul McCartney) – 3:47
5. "Nighthawk (Vampire Blues)" (Coverdale, Bernie Marsden) – 3:39
6. "The Time Is Right for Love" (Coverdale, Moody, Marsden) – 3:26
7. "Trouble" (Coverdale, Marsden) – 4:48
8. "Belgian Tom's Hat Trick" (Moody) – 3:26
9. "Free Flight" (Coverdale, Marsden) – 4:06
10. "Don't Mess With Me" (Coverdale, Moody, Marsden, Neil Murray, Jon Lord, Dave Dowle) – 3:25

### Pistas adicionales
Trouble fue remasterizado y reeditado en 2006, incluyendo las 4 pistas del EP Snakebite como bonus tracks:
1. "Come On" (Coverdale, Marsden) – 3:32
2. "Bloody Mary" (Coverdale) – 3:21
3. "Steal Away" (Coverdale, Moody, Marsden, Murray, Pete Solley, Dowle) – 4:19
4. "No Love in the Heart of the City" (Michael Price, Dan Walsh) – 5:06

Ain't

## Personal
- David Coverdale – vocalista
- Micky Moody – guitarra
- Bernie Marsden – guitarra
- Neil Murray – bajo
- Jon Lord – teclados
- Dave Dowle – batería